# Moše Amar
Moše Amar (hebrejsky משה עמאר‎, narozen 21. května 1922 – 30. listopadu 2015) byl izraelský politik a poslanec Knesetu za stranu Ma'arach.

## Biografie
Narodil se v Safedu, kde studoval na střední škole. Absolvoval pak právní školu provozovanou mandátními úřady a získal osvědčení pro výkon profese právníka.

## Politická dráha
V mládí se angažoval v hnutí ha-Šomer ha-ca'ir. V roce 1951 se připojil k levicové straně Mapam. Byl prvním tajemníkem a předsedou její pobočky v Haifě. Později se dostal do ústředního výboru Mapamu.
V izraelském parlamentu zasedl po volbách v roce 1977, do nichž šel za stranu Ma'arach. Stal se členem parlamentního výboru pro ústavu, právo a spravedlnost a výboru pro záležitosti vnitra a životního prostředí. Předsedal společnému výboru pro zvýšení komunálních daní místními samosprávami. Ve volbách v roce 1981 mandát neobhájil.